# Calsphere 1A
Calsphere 1A (ang. Calibration sphere) – amerykański wojskowy sztuczny satelita służący do kalibracji radarów. Część tajnego ładunku POPPY 1. Zaprojektowany i nadzorowany przez Naval Research Laboratory. Odtajniony w 2005.